# Antonino La Russa
Antonino La Russa, detto Nino (Paternò, 8 settembre 1913 – Milano, 20 dicembre 2004), è stato un politico, dirigente d'azienda e avvocato italiano.

## Biografia
Nacque a Paternò, in provincia di Catania, l'8 settembre 1913, in una famiglia di possidenti terrieri, da Vincenzo, ingegnere e insegnante, e da Rosa Emilia Russo, di cui era il secondo di tre figli.
Nel 1935, all'età di ventuno anni, conseguì la laurea in giurisprudenza a pieni voti e con lode nell'Università degli Studi di Catania, dove è stato anche assistente, a procedura penale, del professore Guglielmo Sabatini. La Russa esercitò in seguito la professione di avvocato penalista, di cui diverrà nel dopoguerra uno dei più autorevoli del Foro di Catania.

### Vita privata e morte
Nel 1937 sposò Maria Concetta Oliveri, di facoltosa famiglia paternese, che lo rese padre di quattro figli: Vincenzo, Ignazio, Emilia e Romano.
Morì a Milano, dove risiedeva dagli anni sessanta con la famiglia, nel 2004, all'età di 91 anni.

### Attività politica
La Russa si avvicinò alla politica da studente come membro dei Gruppi Universitari Fascisti (GUF). Nel 1938 fu nominato segretario politico del Partito Nazionale Fascista a Paternò. Dopo lo scoppio della seconda guerra mondiale, partì come volontario e, con il grado di tenente, fu assegnato alla 17ª Divisione fanteria "Pavia", impegnata sul fronte nordafricano. Nel corso della battaglia del 1942 tra le forze dell'Asse e quelle britanniche per la riconquista della fortezza di Tobruch, in Libia, da parte degli italo-tedeschi, La Russa rischiò di perdere la vita a causa di una bomba lanciata dall'esercito nemico. Al termine della seconda battaglia di El Alamein, persa dalle forze dell'Asse, fu catturato dai britannici e rimase in Egitto come prigioniero di guerra non cooperante fino al 1946.
Rientrato in Italia, aderì al Movimento Sociale Italiano, di cui a Paternò era stata fondata la prima sezione della provincia di Catania e nel quale La Russa si impose come il principale esponente, divenendone commissario provinciale nel 1958. Eletto consigliere comunale di Paternò nel 1952, l'anno seguente si candidò con il MSI alle elezioni politiche del 1953 per la Camera dei Deputati nella circoscrizione Catania-Messina-Siracusa-Ragusa-Enna, dove però non ottenne elezione. Al termine della II legislatura, nel febbraio 1958, divenne deputato per essere subentrato al dimissionario Domenico Pettini, che a sua volta aveva sostituito nel seggio Gennaro Villelli, che era deceduto.
Alle elezioni politiche del 1972 venne eletto senatore della Repubblica per il Movimento Sociale Italiano, in uno dei due collegi senatoriali di Catania, nella VI legislatura, e poi rieletto fino al 1987 nelle legislature VII, VIII, IX e X. In quest'ultima legislatura viene candidato in entrambi i collegi senatoriali di Catania ed eletto in quello di Catania II. Al Senato è stato membro della Commissione industria; dal 1979 al 1980 fu vicepresidente del Gruppo parlamentare.

### Attività di dirigente d'azienda
Nel 1956, in occasione di un suo comizio elettorale, La Russa venne notato da Michelangelo Virgillito, finanziere paternese attivo a Milano, che rimase ben impressionato dalla sua oratoria, e perciò lo chiamò per assumerlo come suo collaboratore nel capoluogo lombardo, in cui si trasferì assieme alla famiglia poco tempo dopo. Virgillito gli assegnò importanti incarichi nelle sue società controllate, come quello di consigliere e poi vicepresidente della Liquigas nel 1956, e di vicepresidente e amministratore delegato della Lanerossi nel 1960.
Alla metà degli anni 60 Virgillito fu costretto a cedere la Liquigas a Raffaele Ursini per i troppi debiti accumulati. Si avvicinò poi anche a Salvatore Ligresti, originario di Paternò come lui, e così prese parte a un gran numero di incarichi nelle importanti società dei due industriali, quali di vicepresidente della SAI (1977-89), consigliere di Premafin (1977-2004), di vicepresidente della ATA Hotels S.p.A., di vicepresidente della Pozzi-Ginori, e di presidente della SAI Agricola S.p.A., società d'investimento agricolo della Fondiaria Sai.
Ha anche ricoperto cariche in associazioni di categoria: dal 1964 al 1969 è stato presidente del Gruppo Gas Liquidi dell'Associazione nazionale dell'industria chimica, dal 1973 al 1993 è stato vicepresidente della Federceramica.

## Controversie
In una puntata di Report dell'ottobre 2023 Michele Riccio, ex colonnello della DIA, ha raccontato di aver consegnato un rapporto al generale Mario Mori contenente le confidenze che gli aveva fatto il boss infiltrato Luigi Ilardo: Nino La Russa e suo figlio Ignazio venivano menzionati nell'elenco dei politici a cui Cosa nostra avrebbe promesso di dare appoggio alle elezioni politiche del 1994. A candidarsi nel collegio orientale comprendente Paternò fu però l'altro figlio Vincenzo con il Centro Cristiano Democratico risultando eletto mentre Ignazio diventava deputato vincendo un collegio lombardo. I La Russa non verranno però mai indagati sulla base delle dichiarazioni di Ilardo che verrà ucciso nel 1996.